# كلود وايت
كلود وايت (بالإنجليزية: Claude White)‏ (12 يناير 1904 في المملكة المتحدة - 1981) هو لاعب كرة قدم بريطاني في مركز الدفاع. لعب مع نادي مانسفيلد تاون.